# Жонкьер (Канада)
Жонкье́р (фр. Jonquière) — город (до 2001 года), а ныне один из трёх городских районов (округов) агломерации Сагеней в провинции Квебек, Канада. Расположен в верхнем течении реки Сагеней. Включает в свой состав два микрорайона: Шипшо на севере и Лак-Кегонами на юге.
Основан в 1847 году семьёй Маргариты Белли. Назван в честь одного из последних губернаторов Новой Франции (Жак-Пьер де Таффанель де ля Жонкьер). Долгое время основными занятиями колонистов были лесозаготовка, лесопереработка, позднее также выплавка алюминия. Современное население составляет 59 716 чел., из которых 98 % составляют франкофоны.